# هانا كوكروفت

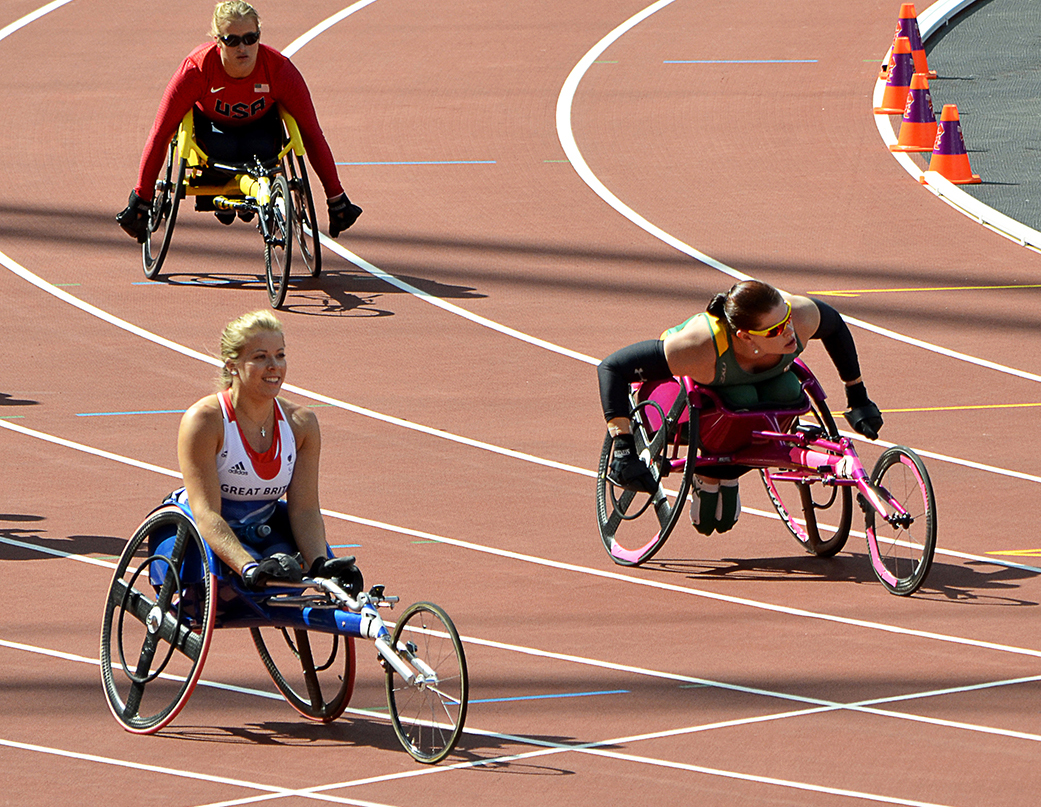
100 متر 18.06 الميدالية الذهبية في دورة الألعاب البارالمبية 2012

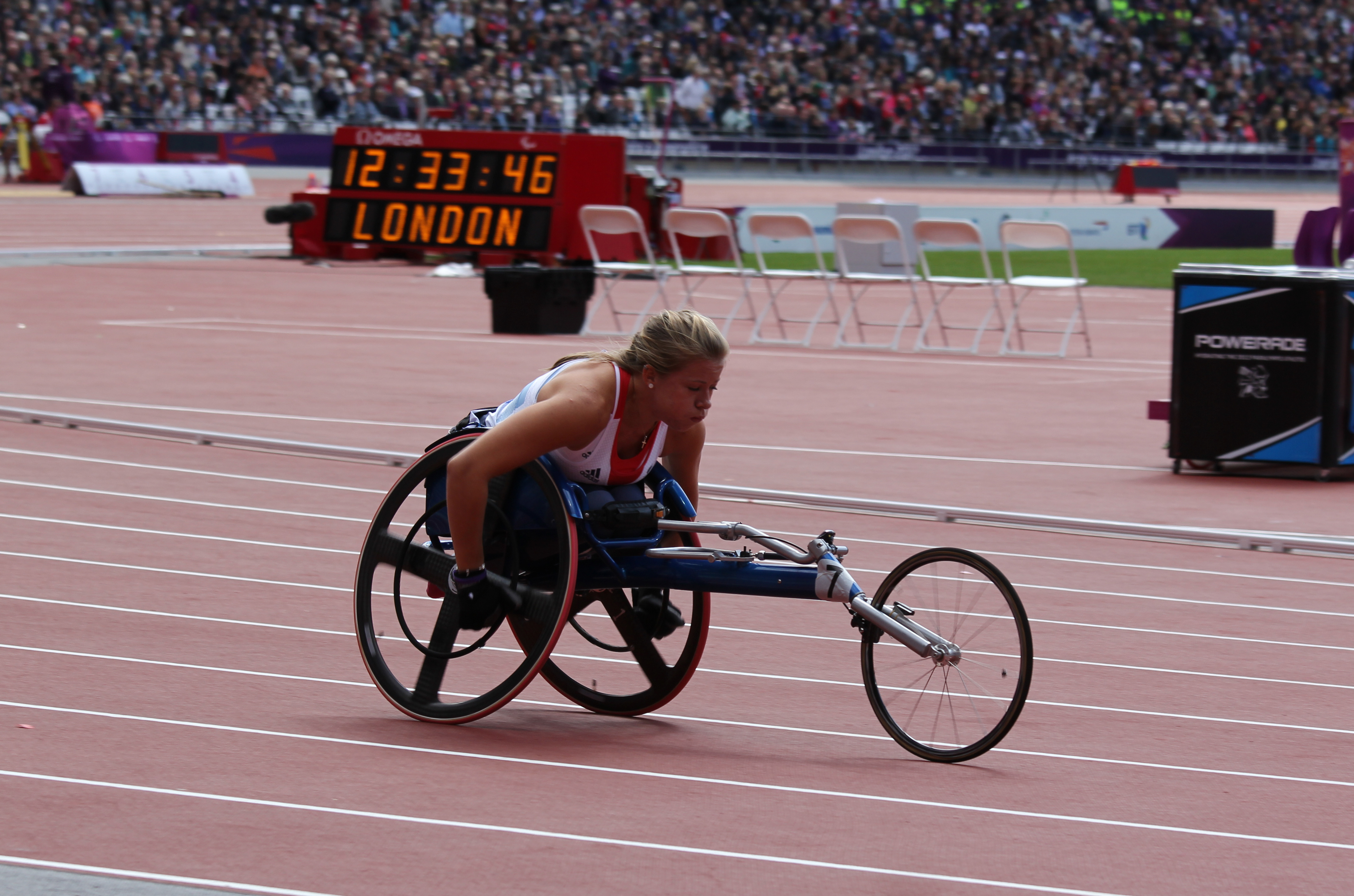
كوكروفت تفوز بالسباق 100 متر تصفيات تي 34 المؤهلة لدورة الألعاب البارالمبية الصيفية 2012

هانا لوسي كوكروفت (بالإنجليزية: Hannah Lucy Cockroft؛ مواليد في 30 يوليو 1992) هي عداءة بريطانية على الكراسي المتحركة متخصصة في سباقات السرعة ضمن تصنيف تي 34 ومقدمة برامج تلفزيونية.
وهي تحمل الرقم القياسي العالمي في سباق 100 متر، 200 متر، 400 متر، 800 متر و1500 متر في تصنيفها والأرقام القياسية البارالمبية في 100 متر، 200 متر، 400 متر و 800 متر. نافست مع بريطانيا العظمى في دورة الألعاب البارالمبية الصيفية 2012، وفازت بميداليتين ذهبيتين. فازت بثلاث ميداليات ذهبية أخرى في دورة الألعاب البارالمبية الصيفية 2016 في ريو دي جانيرو.

## النشأة
وُلِدت كوكروفت في 30 يوليو 1992 في هاليفاكس، غرب يوركشاير. لقد أصيبت بنوبة قلبية مرتين بعد الولادة مما أدى إلى تلف دائم في مناطق عديدة من دماغها، مما أدى إلى ضعف الوركين وتشوه القدمين والساقين ومشاكل في الحركة والتأثير على المهارات الحركية الدقيقة في يديها. إنها قادرة على المشي لمسافات قصيرة ولكنها تستخدم الكرسي المتحرك للمسافات طويلة.

### مقدمة عن سباقات الكراسي المتحركة
بعد أن تم إبعادها عن الرياضة طوال تعليمها الابتدائي، تنافست كوكروفت في المدرسة الثانوية في السباحة ورمي القرص جالسًا وكرة السلة على الكراسي المتحركة.
نتيجة لأدائها الذي حصلت فيه على الميدالية الفضية في رمي القرص جالسًا في دورة الألعاب المدرسية بالمملكة المتحدة، حضرت يوم المواهب التابع للجمعية البارالمبية البريطانية في جامعة لوبورو في أكتوبر 2007. هنا، أتيحت لها الفرصة الأولى لتجربة كرسي متحرك سباق النخبة من قبل الدكتور إيان تومسون، زوج متسابقة الكراسي المتحركة السابقة تاني جراي تومسون.
واصل تومسون تدريبها في أول عام من مسيرتها المهنية. في عام 2008، تبرعت أكاديمية الرقص التي التحقت بها بالعائدات من مبيعات البرنامج في عرضها السنوي لمساعدتها في شراء كرسي السباق الخاص بها، ولكن عندما وصل الكرسي، كان إعداده المصمم حسب الطلب غير صحيح، لذلك قام والدها، وهو عامل لحام، بتعديل الكرسي المتحرك ليناسب. بعد عودتها إلى الألعاب المدرسية في المملكة المتحدة في ذلك العام، وحصولها على الميدالية الذهبية في أول سباق 100 متر تنافسي لها في سباق الأمتار، تمت دعوتها لاحقًا للانضمام إلى فريق البارالمبياد البريطاني بعد فترة وجيزة من دورة الألعاب البارالمبية في بكين. في عام 2009، شاركت كوكروفت في أول سباق طريق لها على الإطلاق؛ ماراثون لندن الصغير، وحصلت على لقب البطلة في فئة الفتيات من سن 14 إلى 19 عامًا.

## المسيرة

### 2010
بحلول عام 2010، كانت كوكروفت تحت تدريب بيتر إريكسون، المدرب البارالمبي الرئيسي في ألعاب القوى بالمملكة المتحدة. نافست مرة أخرى في ماراثون لندن المصغر، واحتفظت بلقبها كبطلة في فئة السيدات، وفي تحدي ألعاب القوى لذوي الاحتياجات الخاصة في نوسلي في مايو، حطمت أول رقم قياسي عالمي لها في سباق تي 34 400 متر، مسجلاً زمنًا قدره 65.51 ثانية. وفي وقت لاحق من ذلك الشهر، جلست كوكروفت لامتحانات المستوى المتقدم وحطمت سبعة أرقام قياسية عالمية أخرى في غضون ثمانية أيام. في حفل توزيع جوائز أفيفا والاتحاد البريطاني لألعاب القوى في ديسمبر، حصلت على جائزة أفضل أداء بارالمبي بريطاني لعام 2010.

### 2011
شاركت كوكروفت لأول مرة مع فريق بريطانيا العظمى الأول في سن 19 عامًا، في بطولة العالم لألعاب القوى لذوي الاحتياجات الخاصة عام 2011 في كرايستشيرش، نيوزيلندا. هنا، حصلت على الميدالية الذهبية في سباق تي 34 100 متر وتي 34 200 متر. في وقت لاحق من ذلك العام، ظهرت لأول مرة كممثلة للناشئين في بطولة الاتحاد الدولي لرياضة القدرة للعالم للناشئين، وفازت بسباقي 200 متر و100 متر و400 متر. وقد نالت عن أدائها جائزة أفضل أداء بارالمبي بريطاني للمرة الثانية في نوفمبر 2011، وعضوية فخرية مدى الحياة في ناديها الرياضي، ليدز سيتي إيه سي.

### 2012
في مايو 2012، أصبح كوكروفت أول رياضي بارالمبي يحطم الرقم القياسي العالمي في ملعب لندن الأوليمبي، مسجلاً وقتًا قدره 18.56 ثانية للفوز بسباق تي 34 100 متر. حطمت الرقم القياسي مرة أخرى في بطولة سويسرا الوطنية في وقت لاحق من ذلك الشهر، حيث أنهت السباق في 17.60 ثانية.
في 31 أغسطس 2012، تنافست كوكروفت في أول نهائي لها في دورة الألعاب البارالمبية وفازت بأول ميدالية ذهبية لبريطانيا العظمى في المضمار منذ عام 2004، وأول ميدالية ذهبية في المضمار والميدان في دورة الألعاب البارالمبية الصيفية 2012، حيث فازت بالنهائي في سباق 100 متر تي 34 في 18.05 ثوانٍ، وهو رقم قياسي بارالمبي. وفي 6 سبتمبر، فازت بميدالية ذهبية أخرى في سباق 200 متر تي 34 في 31.90 ثوانٍ، وهو أيضًا رقم قياسي بارالمبي.
تكريمًا لإنجازاتها في لندن 2012، أصدرت شركة البريد الملكي طابعين بريديين يحملان صورة كوكروفت ورسمت صندوقين بريديين باللون الذهبي في مسقط رأسها هاليفاكس. حصلت على حرية كالدرديل في حفل العودة للوطن في قاعة هاليفاكس بيس وتم تسميتها برتبة الإمبراطورية البريطانية في تكريمات العام الجديد 2013.

### 2013
في 28 يوليو، فازت كوكروفت بسباق 100 متر فئة T33/T34 في ألعاب الذكرى في الاستاد الأولمبي بزمن قياسي في الملعب قدره 17.80 ثانية. وفي وقت لاحق من نفس الشهر، في بطولة العالم لألعاب القوى التابعة للجنة البارالمبية الدولية في ليون، حافظت كوكروفت على لقبيها في سباقي 100 متر و200 متر فئة تي 34.
تم ترشيح كوكروفت في القائمة المختصرة لشخصية العام الرياضية لهيئة الإذاعة البريطانية (بي بي سي) لعام 2013، حيث جاء في المركز السابع بشكل عام. كانت أول رياضية بارالمبية يتم ترشيحها للجائزة خارج العام البارالمبي.

### 2014
في شهر مارس، نافست كوكروفت وفازت بنسخة سبورت ريليف من برنامج ستريكتلي كوم دانسينج، حيث رقصت مع باشا كوفاليف. في الأول من يونيو، سجلت كوكروفت رقمًا قياسيًا عالميًا جديدًا قدره 3.53.57 على مسافة 1500 متر. خلال دورة الألعاب الدولية في بيدفورد.
في أغسطس، حصلت كوكروفت على الميدالية الذهبية في سباق 100 متر. وللمرة الأولى تنافس في سباق 800 متر، وفازت بالميدالية الذهبية في أول بطولة أوروبية لها في بطولة اللجنة البارالمبية الدولية التي أقيمت في سوانزي. وفي وقت لاحق، حصلت على لقبها الرابع كأفضل رياضية بارالمبية بريطانية لهذا العام، كما تم اختيارها كأفضل رياضية بارالمبية في العام من قبل ألعاب القوى الأسبوعية.[بحاجة لمصدر]

### 2015
شهد عام 2015 خسارة كوكروفت لأول سباق لها منذ سبع سنوات، عندما جاءت في المركز الثاني خلف مواطنتها البريطانية كاري أدينيجان في سباق 400 متر. في لقاء نيوهام المفتوح في يوليو. لقد فازت بسباق 800 متر لاحقًا في نفس اليوم. في بطولة العالم للجنة الأولمبية الدولية في الدوحة في نهاية الموسم، احتفظت كوكروفت بلقب بطلة العالم في سباق 100 متر، وفازت بأول ميدالياتها الذهبية في سباق 400 متر. متر و 800 متر، على مسرح بطولة العالم.

### 2016
في دورة الألعاب البارالمبية الصيفية ريو 2016، فازت كوكروفت بثلاث ميداليات ذهبية، واحتفظت بلقبها في سباق 100 متر للسيدات تي 34 النهائي، وفازت أيضًا في نهائي سباق 400 متر للسيدات فئة تي 34، مسجلةً رقمًا قياسيًا عالمياً جديداً قدره 58.78 ثانية الثواني، وكذلك في نهائي سباق 800 متر للسيدات فئة تي 34. كما حطمت الرقم القياسي للألعاب في جميع الأحداث الثلاثة. وعند عودتها إلى وطنها، تم تعيينها نائبًا للمحافظ في غرب يوركشاير.

### 2017
في عام 2017، شاركت كوكروفت في سباق 1500 متر للمرة الثالثة في مسيرتها، محطمة الرقم القياسي العالمي تي 34 بزمن قدره 3.50.22. وهي الآن تحمل المجموعة الكاملة من الأرقام القياسية العالمية تي 34 لأول مرة. وفي نفس اللقاء الذي أقيم في أربون في سويسرا، حطمت أيضًا الرقم القياسي العالمي في سباق 400 متر الذي سجلته العام السابق في دورة الألعاب البارالمبية ريو 2016، والرقم القياسي العالمي في سباق 800 متر، مسجلة وقتًا جديدًا قدره 1.55.73 ثانية. وفي يوليو/تموز، عادت إلى «موطنها» في ملعب الملكة إليزابيث الثانية الأوليمبي في ستراتفورد للتنافس في بطولة العالم الرابعة لها. على الرغم من أنها أصيبت بتسمم غذائي في الليلة السابقة لـ تي 34 100 وفي الأمتار الأخيرة، نجح كوكروفت في تحقيق الفوز ليحصد الميدالية الذهبية في زمن قياسي عالمي جديد بلغ 17.18 ثانية. كما أصبحت بطلة العالم في سباق 800 متر. متر و 400، مما يجعلها بطلة العالم 10 مرات والرياضية البريطانية الأكثر حصولاً على أوسمة في تاريخ بطولة العالم. تم اختيار كوكروفت كأفضل رياضية بريطانية لهذا العام من قبل جمعية الصحفيين الرياضيين تقديراً لإنجازاتها. وكانت أول رياضية بارالمبية تفوز بهذه الجائزة على الإطلاق في تاريخها الممتد على مدار 57 عامًا.

### 2018
شهد عام 2018 أول هزيمة لكوكروفت على الساحة الدولية. فبعد أن تربعت على منصات التتويج لمدة سبع سنوات، فازت بالميدالية الفضية في سباق 100 متر فئة تي 34 في بطولة أوروبا لألعاب القوى البارالمبية في برلين. ثم استعادت لقب بطلة أوروبا في سباق 800 متر، بعد أن غابت عن الحدث في عام 2016.

### 2021
في يونيو 2021، كانت كوكروفت من بين أول اثني عشر رياضيًا تم اختيارهم لتمثيل المملكة المتحدة في دورة الألعاب البارالمبية المؤجلة لعام 2020 في طوكيو. في نهاية شهر يونيو، كانت في مانشستر للمشاركة في بطولة بريطانيا لألعاب القوى حيث حصلت على المركز الأول في سباق 400 متر مختلط. سباق الكراسي المتحركة لمسافة 10 أمتار أمام سامي كينجهورن وميل وودز. لقد نجحت في الاحتفاظ بلقبها في فئة السيدات 100 متراً تي 34 لقب البارالمبي بعد الفوز بالميدالية الذهبية في دورة الألعاب البارالمبية في طوكيو بتوقيت قياسي عالمي جديد بلغ 16.39 ثانية ثواني. وكانت هذه أيضًا الميدالية الذهبية البارالمبية الثالثة على التوالي لها في سباق 100 متر للسيدات. متر وميداليتها الذهبية السابعة في الألعاب البارالمبية.

### 2023
في يوليو 2023، فازت بلقبها العالمي السادس في سباق 100 متر في بطولة العالم لألعاب القوى لذوي الاحتياجات الخاصة في باريس.

### 2024
تم اختيار كوكروفت للمنافسة في دورة الألعاب البارالمبية الصيفية لعام 2024 التي أقيمت في باريس، فرنسا. في سباق 100 متر تي 34 فازت بالميدالية الذهبية بزمن قدره 17.99 ثانية، متقدمة بأكثر من ثانية على زميلتها في الفريق كاري أدينيجان وفي سباق 800 متر تي 34، فازت أيضًا بالميدالية الذهبية في زمن قدره 1:55:44، متقدمة بثماني ثوانٍ على زميلتها في الفريق والحائزة على الميدالية الفضية كاري أدينيجان، مما رفع إجمالي ميدالياتها الذهبية الأولمبية إلى تسع.

## الحياة الشخصية
غادرت كوكروفت منزلها وقاعدة تدريبها في يوركشاير لدراسة الصحافة والإعلام في جامعة كوفنتري في عام 2013. عادت إلى مسقط رأسها هاليفاكس في عام 2016 للتحضير لدورة الألعاب البارالمبية في ريو. تطمح للعمل في مجال الإعلام التلفزيوني بعد مسيرتها الرياضية.
في أكتوبر 2014، تحدى كوكروفت عمدة لندن آنذاك بوريس جونسون بقضاء يوم على كرسي متحرك، حيث زعم كوكروفت أن «وصول الكراسي المتحركة في [مترو أنفاق لندن] سيئ للغاية» ولن يتمكن العمدة من حضور جميع مواعيده. رفض رئيس البلدية جونسون التحدي، لكنه شكر كوكروفت على جهودها لتسليط الضوء على تحديات إمكانية الوصول.
في أكتوبر 2014، أطلقت شركة 17 شركة إدارة الرياضة المحدودة («17»)، وهي شركة لإدارة الرياضة.
تُشير إلى العداءة الكندية على الكراسي المتحركة شانتال بيتيكلير بوصفها مصدر إلهامها الرياضي. وقد فازت بيتيتكلير، الفائزة بـ15 ميدالية ذهبية في الألعاب البارالمبية وكانت تحت إشراف المدرب إريكسون سابقًا، كما شاركت في تطوير كوكروفت كموجهة ومستشارة.
في مارس 2019 ظهرت في حلقة خاصة من برنامج التصدي للسرطان من برنامج ذا غريت بريتش بيك أوف على القناة الرابعة. في عام 2020، ظهرت كوكروفت وشريكها ناثان ماجواير معًا في حلقة خاصة بالمشاهير من برنامج تلفزيون بي بي سي قائمة الضربات.

## الإنجازات
عُيّنت كوكروفت عضوًا في وسام الإمبراطورية البريطانية (MBE) في تكريمات العام الجديد 2013، وضابط وسام الإمبراطورية البريطانية (OBE) في تكريمات العام الجديد 2022، وقائد وسام الإمبراطورية البريطانية (CBE) في تكريمات العام الجديد 2025، كل ذلك لخدماتها في مجال ألعاب القوى.
- حصلت على جائزة حرية بلدة كالدرديل في 13 سبتمبر 2012.[25]
- في عام 2014 حصلت كوكروفت على درجة فخرية من جامعة برادفورد.[57]
- في عام 2016، حصلت كوكروفت على درجة فخرية من جامعة يورك سانت جون[58]
- في أكتوبر 2016، تم تعيين كوكروفت نائبًا للمحافظ في غرب يوركشاير.

## الإحصائيات

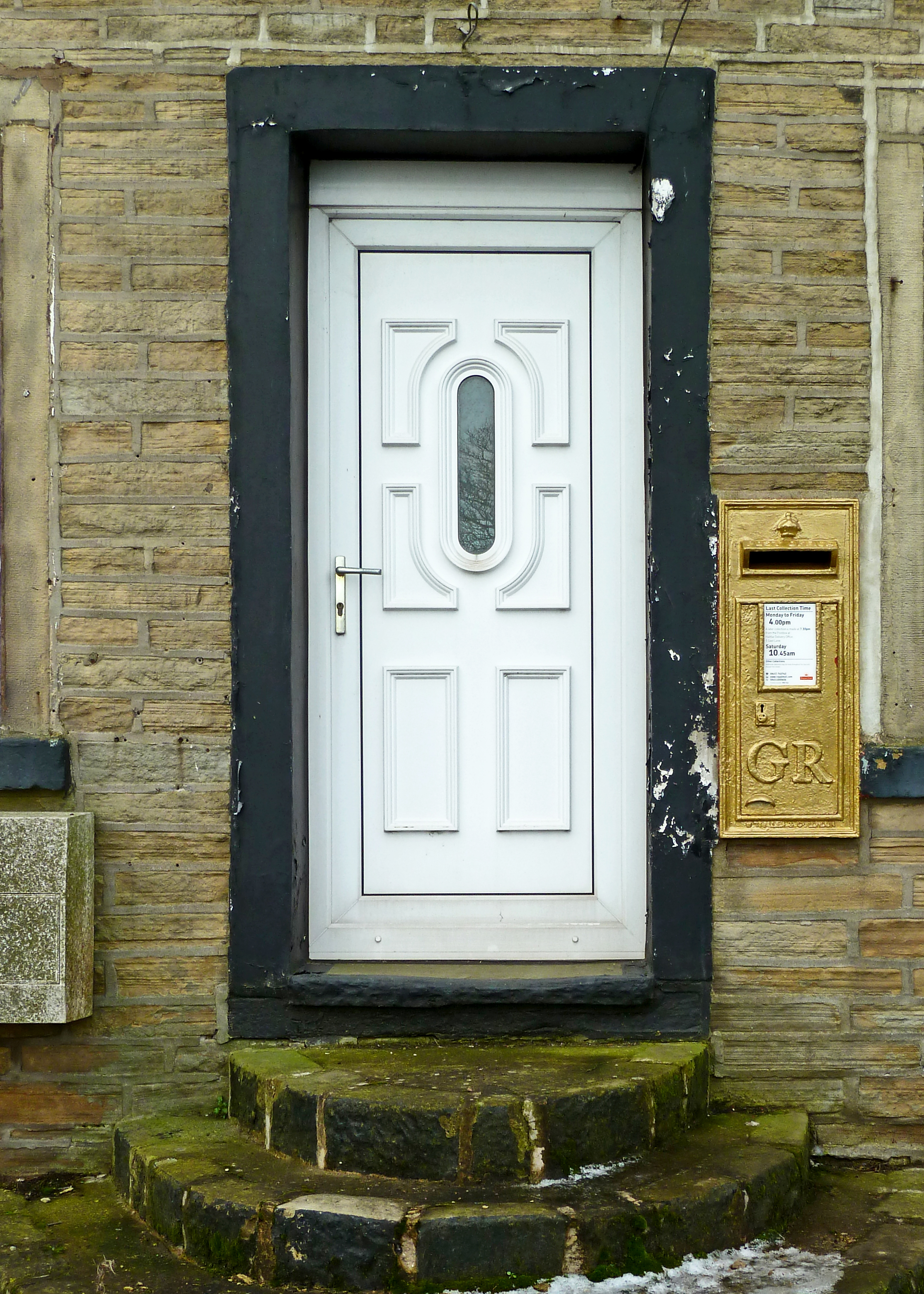
صندوق بريد هانا كوكروفت الذهبي في ماونت تابور، غرب يوركشاير

| الحدث    | الوقت   | المسابقة                                           | الموقع                | التاريخ       |
| -------- | ------- | -------------------------------------------------- | --------------------- | ------------- |
| 100 متر  | 17.18   | بطولة العالم لألعاب القوى لذوي الاحتياجات الخاصة   | لندن، المملكة المتحدة | 14 يوليو 2017 |
| 200 متر  | 30.51   | لقاء دانييلا جوتزيلر التذكاري                      | أربون، سويسرا         | 4 يونيو 2015  |
| 400 متر  | 57.73   | البطولة الوطنية السويسرية                          | أربون، سويسرا         | 27 مايو 2017  |
| 800 متر  | 1.55.73 | البطولة الوطنية السويسرية                          | أربون، سويسرا         | 28 مايو 2017  |
| 1500 متر | 3.50.22 | الجائزة الكبرى لألعاب القوى لذوي الاحتياجات الخاصة | نوتويل، سويسرا        | 3 يونيو 2017  |

### السجلات
| الحدث                     | الوقت   | المسابقة                              | الموقع                  | التاريخ        |
| ------------------------- | ------- | ------------------------------------- | ----------------------- | -------------- |
| الأرقام القياسية العالمية |         |                                       |                         |                |
| 200 متر تي 34             | 30.51   | لقاء دانييلا جوتزيلر التذكاري         | أربون، سويسرا           | 4 يونيو 2015   |
| 400 متر تي 34             | 57.73   | البطولة الوطنية السويسرية             | أربون، سويسرا           | 27 مايو 2017   |
| 800 متر تي 34             | 1.55.73 | البطولة الوطنية السويسرية             | أربون، سويسرا           | 28 مايو 2017   |
| السجلات البارالمبية       |         |                                       |                         |                |
| 100 متر ت34               | 17.42   | دورة الألعاب البارالمبية الصيفية 2016 | ريو دي جانيرو، البرازيل | 10 سبتمبر 2016 |
| 200 متر ت34               | 31.90   | دورة الألعاب البارالمبية الصيفية 2012 | لندن، المملكة المتحدة   | 6 سبتمبر 2012  |
| 400 متر تي 34             | 58.78   | دورة الألعاب البارالمبية الصيفية 2016 | ريو دي جانيرو، البرازيل | 14 سبتمبر 2016 |
| 800 متر تي 34             | 2.00.62 | دورة الألعاب البارالمبية الصيفية 2016 | ريو دي جانيرو، البرازيل | 16 سبتمبر 2016 |

## وصلات خارجية
- الموقع الرسمي
- نادي ليدز سيتي لألعاب القوى
- هانا كوكروفت على ألعاب القوى البريطانية[الإنجليزية]
- نبذة عن هانا كوكروفت  على باور اوف تن
- هانا كوكروفت على الألعاب البارالمبية البريطانية[الإنجليزية]
- هانا كوكروفت في اللجنة البارالمبية الدولية (أيضًا هنا)